# Ventarola
Ventarola è una frazione di 13 abitanti del comune di Rezzoaglio, nella città metropolitana di Genova.
Si trova alla fine di una strada asfaltata che parte da Parazzuolo.
Punto di passaggio e sosta (presenza di un rifugio con possibilità di pernottamento gestito dall'ente Parco naturale regionale dell'Aveto per "L'Alta Via dei Monti Liguri"). Vi scorre accanto il torrente omonimo, dove la pesca è vietata perché zona di ripopolamento della trota fario.